# Réz(I)-klorid
A réz(I)-klorid egy fehér, kristályos por, vízben rosszul oldódik. Nagyon jól viszont híg savakban és ammóniában, ekkor komplex vegyületek keletkeznek. Száraz levegő hatására nem változik. Nedves levegőn kis mértékben hidrolizál.

## Kémiai tulajdonságai
Fény hatására rézre és réz(II)-kloridra bomlik. Ekkor a vegyület színe először sötétibolya, majd kékesfekete lesz. Ez az átalakulás felhasználható fényképek készítésére is, de az így készített fényképek nem tartósak. Levegőn 200 °C-ra hevítve bázisos réz(II)-kloriddá oxidálódik, színe kékeszöld lesz. 400 °C fölött a színe ismét visszaváltozik fehérré. Emiatt hőjelző festékként is lehet használni a gépek túlzott felmelegedésének jelzésére. A réz(I)-klorid sósavas oldata elnyeli a szén-monoxidot, a foszfint és a acetilént, ezekkel addíciós vegyületeket alkot (CuCl · CO, CuCl · PH3, CuCl · C2H2).

## Előfordulása a természetben
A természetben szemcsés darabok formájában megtalálható ásványként is, ez a nantokit. Ez az ásvány nem túl jelentős.

## Előállítása
Ha réz(II)-klorid oldatába kén-dioxidot vezetünk, réz(I)-klorid keletkezik.[forrás?]
Réz(I)-klorid keletkezik, ha réz(II)-kloridot sósav jelenlétében fémrézzel hevítenek. A keletkezett oldat hígításakor a réz(I)-klorid fehér csapadékként válik le.
{\displaystyle \mathrm {CuCl_{2}+Cu+2\ HCl\rightarrow 2\ H[CuCl_{2}]} }
{\displaystyle \mathrm {H[CuCl_{2}]\rightleftharpoons CuCl+HCl} }

## Felhasználása
A mezőgazdaságban gombaölőszerként alkalmazzák. A vegyületet arzén-hidrogén és antimon-hidrogén kimutatására, sósavas vagy ammóniás oldatát szén-monoxid megkötésére használják. Vegyszerként alkalmazzák acetilén meghatározásakor. Felhasználják még a kohászatban és robbanószerek gyártásában is.